# Bill Rebane

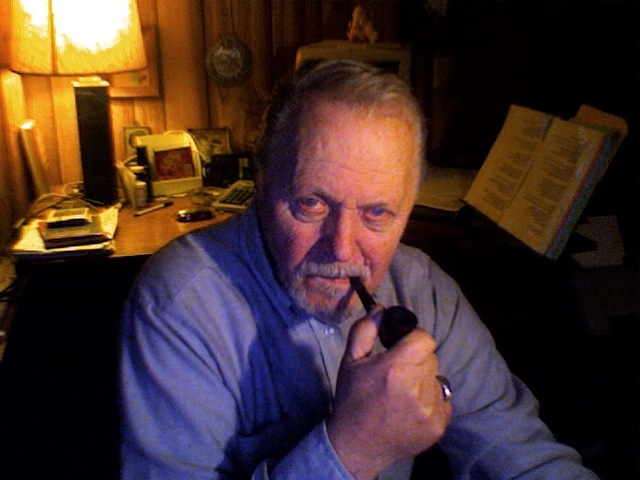
Bill Rebane (2010).

Bill Rebane (auch Wilhelm „Ito“ Rebane; * 8. Februar 1937 in Riga, Lettland) ist ein US-amerikanischer Spielfilmregisseur lettisch, estnisch, deutschbaltischer Abstammung.

## Leben
Rebane, den man auch „Meister des Trashfilms“ nennt, wurde bekannt durch seinen Film Angriff der Riesenspinne (1975), ein Low-Budget-Film (wie alle Filme von Bill Rebane), in dem eine mutierte Riesenspinne ein kleines US-Städtchen in Panik versetzt.

## Filmografie (Auswahl)
- 1965: Monster A-Go Go
- 1974: Invasion aus der Tiefe (Invasion from Inner Earth)
- 1975: Angriff der Riesenspinne (The Giant Spider Invasion)
- 1975: Rana – Hüter des blutigen Schatzes (Rana: The Legend of Shadow Lake)
- 1978: The Alpha Incident
- 1979: Big Foot – Die Rache des Jägers  (The Capture of Bigfoot), auch Gefangenschaft des Big Foot, auch Drehbuch mit Ingrid Neumeyer[2]
- 1983: Das Grauen um Ludlow (The Demons of Ludlow)
- 1984: The Game
- 1987: Ein Supertruck auf Gangsterjagd! (Twister’s Revenge!)
- 1987: Blood Harvest
- 1992: Tiny Tim & Friends
- 2004: Ghostly Obsessions
- 2018: Pickled Movies